# Nasarawa United Football Club
Maillots
Actualités
Nasarawa United Football Club est un club nigérian basé de football à Lafia. Le Nigérian Bala Nikyu est l'entraineur depuis novembre 2018.

## Palmarès
- Championnat du Nigeria :
  - Vice-champion : 2006
- Coupe du Nigeria :
  - Finaliste : 2016 et 2021